# Palaeopsylla soricis
Palaeopsylla soricis är en loppart som först beskrevs av Dale 1878.  Palaeopsylla soricis ingår i släktet Palaeopsylla och familjen mullvadsloppor.

## Underarter
Arten delas in i följande underarter:
- P. s. soricis
- P. s. rosickyi
- P. s. scobina
- P. s. starki
- P. s. vesperis